# Aurantiaceae
Aurantiaceae is een botanische naam, voor een familie van tweezaadlobbige planten. Een familie onder deze naam werd vroeger zo af en toe erkend door systemen voor plantentaxonomie. Indertijd werd een dergelijke familie erkend door De Candolle, alwaar ze deel uitmaakte van de Thalamiflorae.
De bekendste vertegenwoordigers zijn de Citrus-bomen. Meestal worden de betreffende planten ingedeeld in de familie Rutaceae.